# Curruca
Curruca – rodzaj ptaków z rodziny pokrzewek (Sylviidae).

## Zasięg występowania
Rodzaj obejmuje gatunki występujące w Eurazji i Afryce.

## Morfologia
Długość ciała 11,5–15,5 cm; masa ciała 5,9–35 g.

## Systematyka

### Etymologia
- Curruca: łac. curruca lub curuca „rogacz”, niezidentyfikowany mały ptak wspomniany przez Juwenalisa (niektórzy autorzy rozważają wariant eruca lub uruca „gąsienica (ptak)”)[12].
- Adophoneus (Adyphonus, Adophaneus): gr. αειδω aeidō „śpiewać”; φονευς phoneus „morderca” (tj. dzierzba), od  φονευω phoneuō „mordować”[13]. Gatunek typowy: Sylvia orphea Temminck, 1815 (= Motacilla hortensis J.F. Gmelin, 1789).
- Alsoecus (Alsoeus): gr. αλσος alsos, αλσεος alseos „gaj”; οικος oikos „mieszkanie”, od οικεω oikeō „zamieszkiwać”[14]. Gatunek typowy: Sylvia leucopogon B. Meyer, 1822 (= Motacilla (cantillans) Pallas, 1764).
- Parisoma (Parosoma): rodzaj Parus Linnaeus, 1758 (sikora); gr. σωμα sōma, σωματος sōmatos „ciało”[15]. Gatunek typowy: Sylvia subcœrulea Vieillot, 1817.
- Adornis: gr. αδων adōn, αδονος adonos „słowik, śpiewaczka”, od αειδω aeidō „śpiewać”; ορνις ornis, ορνιθος ornithos „ptak”[16]. Gatunek typowy: Motacilla hortensis J.F. Gmelin, 1789.
- Aegithalopsis: gr. αιγιθαλος aigithalos „sikora”; οψις opsis „wygląd”[17]. Gatunek typowy: Sylvia subcœrulea Vieillot, 1817.

### Podział systematyczny
Do rodzaju należą następujące gatunki:

- Curruca nisoria (Bechstein, 1792) – jarzębatka
- Curruca layardi (Hartlaub, 1862) – pokrzewka przylądkowa
- Curruca boehmi (Reichenow, 1882) – pokrzewka obrożna
- Curruca subcoerulea (Vieillot, 1817) – pokrzewka złowroga
- Curruca buryi (Ogilvie-Grant, 1913) – pokrzewka jemeńska
- Curruca lugens (Rüppell, 1840) – pokrzewka brązowa
- Curruca leucomelaena Hemprich & Ehrenberg, 1833 – pokrzewka arabska
- Curruca hortensis (J.F. Gmelin, 1789) – lutniczka zachodnia
- Curruca crassirostris (Cretzschmar, 1830) – lutniczka wschodnia – takson wyodrębniony ostatnio z S. hortensis[19][20]
- Curruca curruca (Linnaeus, 1758) – piegża
- Curruca nana Hemprich & Ehrenberg, 1833 – pokrzewka pustynna
- Curruca deserti (Loche, 1858) – pokrzewka saharyjska – takson wyodrębniony ostatnio z S. nana[21][20]
- Curruca deserticola (Tristram, 1859) – pokrzewka algierska
- Curruca mystacea (Ménétriés, 1832) – pokrzewka kaspijska
- Curruca melanothorax (Tristram, 1872) – pokrzewka cypryjska
- Curruca ruppeli (Temminck, 1823) – pokrzewka czarnogardła
- Curruca melanocephala (J.F. Gmelin, 1789) – pokrzewka aksamitna
- Curruca cantillans (Pallas, 1764) – pokrzewka wąsata
- Curruca iberiae (Svensson, 2013) – pokrzewka iberyjska
- Curruca subalpina (Temminck, 1820) – pokrzewka różowobrzucha – takson wyodrębniony ostatnio z S. cantillans[22][23][24][25][26][27]
- Curruca communis (Latham, 1787) – cierniówka
- Curruca conspicillata (Temminck, 1820) – pokrzewka okularowa
- Curruca sarda (Temminck, 1820) – pokrzewka czarniawa
- Curruca balearica (von Jordans, 1913) – pokrzewka balearska – takson wyodrębniony ostatnio z S. sarda[20]
- Curruca undata (Boddaert, 1783) – pokrzewka kasztanowata